# 朴亨修
朴亨修（：／ Park Hyeong-su，1965年10月20日—），大韓民國保守派政治人物，第21屆國會議員。